# 辻尚之
辻 尚之（つじ なおゆき、1952年8月28日 - ）は、日本のゲーム会社経営者、税理士。元ハドソン取締役開発本部長。米国及び欧州ハドソンソフト社長。米国ハドソンエンターテインメントCFO。後ヴァルハラゲームスタジオCFO。代表作は『桃太郎電鉄シリーズ』。

## 来歴
- 1952年8月28日北海道小樽市で生まれる。
- 1971年3月　大阪PL学園高等学校卒業（16期）
- 1975年3月　神奈川大学貿易学科を卒業
- 1977年4月　宮木公認会計士事務所入社
- 1980年2月　税理士登録　辻税理士事務所開業
- 1985年2月　株式会社ハドソン入社
- 1988年3月　取締役開発本部長就任
- 1990年8月　米国及び欧州ハドソンソフト社長就任
- 1991年3月　NEC米国合弁会社TTI社長就任
- 1994年4月　取締役営業推進本部長就任
- 1998年3月　常務取締役管理本部長CFO就任
- 2000年3月　専務取締役CFO就任
- 2004年12月　米国ハドソンエンターテインメントCFO就任
- 2006年7月　株式会社ハドソンを退社
- 2010年3月　株式会社ヴァルハラゲームスタジオCFO就任
- 2017年　税理士法人ナビオ設立

## 業績・作品リスト
- ハドソン管理部創設
- ハドソンゲーム開発本部創設
- 北海道鉄道文化協議会運行本部長
- 米国ターボグラフィックスCD事業立上
- ハドソン上場責任者
- 米国ハドソンエンターテインメント事業立上
- 桃太郎電鉄シリーズ